# Copa do Brasil 1990
Der Copa do Brasil 1990 war die zweite Austragung dieses nationalen Fußball-Pokal-Wettbewerbs in Brasilien. Die Copa wurde vom Brasilianischen Sportverband, dem CBF, ausgerichtet. Der Pokalsieger war als Teilnehmer an der Copa Libertadores 1991 qualifiziert.

## Saisonverlauf
Der Wettbewerb startete am 19. Juni 1990 in seine Saison und endete am 7. November 1990. Am Ende der Saison wurde der CR Flamengo aus Rio de Janeiro der zweite Titelträger. Torschützenkönig wurde mit 7 Treffern Bizu von Náutico Capibaribe.
Höchster Sieg
- Atlético Mineiro – Vila Nova FC: 5:0 (27. Juni 1990 – Rückspiel Erstrunde)

Beim Erstrundenspiel zwischen Atlético Rio Negro Clube (AM) und AC Juventus am 27. Juli 1990 kamen nur 91 Zuschauer. Dieses war die niedrigste Zuschauerzahl in der Saison. Insgesamt kamen im Schnitt 6.281 Zuschauer pro Partie.

## Teilnehmer
Es nahmen 32 Klubs teil. Der Modus bestand aus einem K.-o.-System. Teilnehmer waren die Sieger der Staatsmeisterschaften 1989 sowie teilweise deren Vizemeister.
Im Gegensatz zur vorherigen Saison nahm der Vizemeister von Ceará nicht mehr teil. Dafür trat der Staatsmeister von Acre mit an.
| Bundesstaat         | Klub                          | Qualifizierung          |
| ------------------- | ----------------------------- | ----------------------- |
| Acre                | AC Juventus                   | Staatsmeister 1989      |
| Alagoas             | CS Capelense                  | Staatsmeister 1989      |
| Amazonas            | Atlético Rio Negro Clube (AM) | Staatsmeister 1989      |
| Bahia               | EC Vitória                    | Staatsmeister 1989      |
| Bahia               | EC Bahia                      | Vize-Staatsmeister 1989 |
| Brasília            | Taguatinga EC                 | Staatsmeister 1989      |
| Ceará               | Ceará SC                      | Staatsmeister 1989      |
| Espírito Santo      | Desportiva Ferroviári         | Staatsmeister 1989      |
| Goiás               | Goiás EC                      | Staatsmeister 1989      |
| Goiás               | Vila Nova FC                  | Vize-Staatsmeister 1989 |
| Maranhão            | Moto Club de São Luís         | Staatsmeister 1989      |
| Mato Grosso         | Mixto EC                      | Staatsmeister 1989      |
| Mato Grosso do Sul  | Operário FC (MS)              | Staatsmeister 1989      |
| Minas Gerais        | Atlético Mineiro              | Staatsmeister 1989      |
| Minas Gerais        | Cruzeiro EC                   | Vize-Staatsmeister 1989 |
| Pará                | Clube do Remo                 | Staatsmeister 1989      |
| Paraíba             | FC Treze                      | Staatsmeister 1989      |
| Paraná              | Coritiba FC                   | Staatsmeister 1989      |
| Paraná              | União Bandeirante FC          | Vize-Staatsmeister 1989 |
| Pernambuco          | Náutico Capibaribe            | Staatsmeister 1989      |
| Pernambuco          | Santa Cruz FC                 | Vize-Staatsmeister 1989 |
| Piauí               | Ríver AC                      | Staatsmeister 1989      |
| Rio de Janeiro      | Botafogo FR                   | Staatsmeister 1989      |
| Rio de Janeiro      | CR Flamengo                   | Vize-Staatsmeister 1989 |
| Rio Grande do Norte | América FC (RN)               | Staatsmeister 1989      |
| Rio Grande do Sul   | Grêmio FBPA                   | Staatsmeister 1989      |
| Rio Grande do Sul   | SC Internacional              | Vize-Staatsmeister 1989 |
| Santa Catarina      | Criciúma EC                   | Staatsmeister 1989      |
| Santa Catarina      | Joinville EC                  | Vize-Staatsmeister 1989 |
| São Paulo           | FC São Paulo                  | Staatsmeister 1989      |
| São Paulo           | São José EC                   | Vize-Staatsmeister 1989 |
| Sergipe             | CS Sergipe                    | Staatsmeister 1989      |

## Modus
Es zählte nach Hin- und Rückspiel nur die Anzahl der Siege. Ergab dieses keinen Sieger, zählte das Torverhältnis.

## Turnierplan
|  | Sechzehntelfinale      | Sechzehntelfinale | Sechzehntelfinale |  |  | Achtelfinale       | Achtelfinale | Achtelfinale  |   |   | Viertelfinale      | Viertelfinale | Viertelfinale |   |       | Halbfinale         | Halbfinale | Halbfinale |     |  | Finale      | Finale | Finale |
|  |                        |                   |                   |  |  |                    |              |               |   |   |                    |               |               |   |       |                    |            |            |     |  |             |        |        |
|  | FC Treze               | 0                 | 0                 |  |  |                    |              |               |   |   |                    |               |               |   |       |                    |            |            |     |  |             |        |        |
|  | Náutico Capibaribe     | 1                 | 2                 |  |  | Náutico Capibaribe | 0            | 3             |   |   |                    |               |               |   |       |                    |            |            |     |  |             |        |        |
|  | Ríver AC               | 2                 | 0                 |  |  | Ceará SC           | 0            | 0             |   |   |                    |               |               |   |       |                    |            |            |     |  |             |        |        |
|  | Ceará SC               | 2                 | 1                 |  |  |                    |              |               |   |   | Náutico Capibaribe | 1             | 4             |   |       |                    |            |            |     |  |             |        |        |
|  | Moto Club              | 1                 | 1 (3)             |  |  |                    |              | Clube do Remo | 3 | 0 |                    |               |               |   |       |                    |            |            |     |  |             |        |        |
|  | Clube do Remo          | 1                 | 1 (4)             |  |  | Clube do Remo      | 0            | 1             |   |   |                    |               |               |   |       |                    |            |            |     |  |             |        |        |
|  | Santa Cruz FC          | 3                 | 1                 |  |  | Santa Cruz FC      | 0            | 0             |   |   |                    |               |               |   |       |                    |            |            |     |  |             |        |        |
|  | América FC (RN)        | 1                 | 0                 |  |  |                    |              |               |   |   |                    |               |               |   |       | Náutico Capibaribe | 0          | 2          |     |  |             |        |        |
|  | EC Bahia               | 0                 | 1                 |  |  |                    |              |               |   |   |                    |               | CR Flamengo   | 3 | 2     |                    |            |            |     |  |             |        |        |
|  | CS Sergipe             | 0                 | 1                 |  |  | EC Bahia           | 1            | 1             |   |   |                    |               |               |   |       |                    |            |            |     |  |             |        |        |
|  | Desportiva Ferroviária | 1                 | 1                 |  |  | Botafogo FR        | 0            | 1             |   |   |                    |               |               |   |       |                    |            |            |     |  |             |        |        |
|  | Botafogo FR            | 1                 | 2                 |  |  |                    |              |               |   |   | EC Bahia           | 1             | 0             |   |       |                    |            |            |     |  |             |        |        |
|  | CR Flamengo            | 5                 | 4                 |  |  |                    |              | CR Flamengo   | 1 | 1 |                    |               |               |   |       |                    |            |            |     |  |             |        |        |
|  | CS Capelense           | 1                 | 0                 |  |  | CR Flamengo        | 2            | 1             |   |   |                    |               |               |   |       |                    |            |            |     |  |             |        |        |
|  | EC Vitória             | 1                 | 0                 |  |  | Taguatinga EC      | 1            | 0             |   |   |                    |               |               |   |       |                    |            |            |     |  |             |        |        |
|  | Taguatinga EC          | 1                 | 0                 |  |  |                    |              |               |   |   |                    |               |               |   |       |                    |            |            |     |  | CR Flamengo | 1 0    |        |
|  | Criciúma EC            | 0                 | 2                 |  |  |                    |              |               |   |   |                    |               |               |   |       |                    |            | Goiás EC   | 0 0 |  |             |        |        |
|  | SC Internacional       | 1                 | 0                 |  |  | Criciúma EC        | 1            | 0             |   |   |                    |               |               |   |       |                    |            |            |     |  |             |        |        |
|  | Coritiba FC            | 0                 | 2                 |  |  | Coritiba FC        | 0            | 0             |   |   |                    |               |               |   |       |                    |            |            |     |  |             |        |        |
|  | São José EC            | 0                 | 1                 |  |  |                    |              |               |   |   | Criciúma EC        | 2             | 0             |   |       |                    |            |            |     |  |             |        |        |
|  | União Bandeirante FC   | 0                 | 0                 |  |  |                    |              | FC São Paulo  | 0 | 1 |                    |               |               |   |       |                    |            |            |     |  |             |        |        |
|  | FC São Paulo           | 1                 | 2                 |  |  | FC São Paulo       | 1            | 0             |   |   |                    |               |               |   |       |                    |            |            |     |  |             |        |        |
|  | Grêmio FBPA            | 1                 | 3                 |  |  | Grêmio FBPA        | 1            | 0             |   |   |                    |               |               |   |       |                    |            |            |     |  |             |        |        |
|  | Joinville EC           | 1                 | 1                 |  |  |                    |              |               |   |   |                    |               |               |   |       | Criciúma EC        | 1          | 0 (1)      |     |  |             |        |        |
|  | Atlético Mineiro       | 0                 | 5                 |  |  |                    |              |               |   |   |                    |               | Goiás EC      | 0 | 1 (3) |                    |            |            |     |  |             |        |        |
|  | Vila Nova FC           | 0                 | 0                 |  |  | Atlético Mineiro   | 0            | 2             |   |   |                    |               |               |   |       |                    |            |            |     |  |             |        |        |
|  | Rio Negro              | 0                 | 1 (4)             |  |  | Rio Negro          | 1            | 0             |   |   |                    |               |               |   |       |                    |            |            |     |  |             |        |        |
|  | AC Juventus            | 1                 | 0 (3)             |  |  |                    |              |               |   |   | Atlético Mineiro   | 0             | 3             |   |       |                    |            |            |     |  |             |        |        |
|  | Operário FC (MS)       | 2                 | 0                 |  |  |                    |              | Goiás EC      | 0 | 4 |                    |               |               |   |       |                    |            |            |     |  |             |        |        |
|  | Mixto EC               | 0                 | 1                 |  |  | Operário FC (MS)   | 0            | 0             |   |   |                    |               |               |   |       |                    |            |            |     |  |             |        |        |
|  | Cruzeiro EC            | 0                 | 0                 |  |  | Goiás EC           | 1            | 5             |   |   |                    |               |               |   |       |                    |            |            |     |  |             |        |        |
|  | Goiás EC               | 0                 | 4                 |  |  |                    |              |               |   |   |                    |               |               |   |       |                    |            |            |     |  |             |        |        |

## Finalspiele

### Hinspiel
| CR Flamengo                                                                   | CR Flamengo | Goiás EC | Goiás EC |
| ----------------------------------------------------------------------------- | --- | --- | -------- |
| CR Flamengo                                                                   | \| 1. November 1990 in Juiz de Fora (Estádio Municipal Radialista Mário Helênio) \| \| Ergebnis: 1:0 (0:0) \| \| Zuschauer: 2.437 \| \| Schiedsrichter: Renato Marsiglia \| | \| 1. November 1990 in Juiz de Fora (Estádio Municipal Radialista Mário Helênio) \| \| Ergebnis: 1:0 (0:0) \| \| Zuschauer: 2.437 \| \| Schiedsrichter: Renato Marsiglia \| | Goiás EC |
| CR Flamengo                                                                   | Zé Carlos, Aílton Ferraz, Vitor Hugo, Fernando, Piá Carioca (Rogério), Marquinhos (Zanata), Júnior, Djalminha, Zinho, Renato Gaúcho, Gaúcho Cheftrainer: Jair Pereira       | Eduardo Heuser, Wilson Goiano (Cacau), Richard, Jorge Batata, Lira, Wallace, Fagundes, Luvanor, Niltinho, Túlio, Dalton Cheftrainer: Sebastião Lapola                       | Goiás EC |
| CR Flamengo                                                                   | 1:0 Fernando (61.) | | Goiás EC |
| CR Flamengo                                                                   | Zé Carlos, Vítor Hugo, Zanata, Djalminha | Wilson Goiano, Jorge Batata | Goiás EC |
| CR Flamengo                                                                   | Fernando | Cacau | Goiás EC |
| 1. November 1990 in Juiz de Fora (Estádio Municipal Radialista Mário Helênio) | | |          |
| Ergebnis: 1:0 (0:0)                                                           | | |          |
| Zuschauer: 2.437                                                              | | |          |
| Schiedsrichter: Renato Marsiglia                                              | | |          |

### Rückspiel
| Goiás EC                                            | Goiás EC | CR Flamengo | CR Flamengo |
| --------------------------------------------------- | --- | --- | ----------- |
| Goiás EC                                            | \| 7. November 1990 in Goiânia (Estádio Serra Dourada) \| \| Ergebnis: 0:0 \| \| Zuschauer: 45.504 \| \| Schiedsrichter: Renato Marsiglia \|                   | \| 7. November 1990 in Goiânia (Estádio Serra Dourada) \| \| Ergebnis: 0:0 \| \| Zuschauer: 45.504 \| \| Schiedsrichter: Renato Marsiglia \|      | CR Flamengo |
| Goiás EC                                            | Eduardo Heuser, Wilson Goiano (Rubens Carlos), Richard, Jorge Batata, Dalton, Wallace, Fagundes, Luvanor, Josué, Niltinho, Túlio Cheftrainer: Sebastião Lapola | Zé Carlos, Aílton Ferraz, Vitor Hugo, Rogério, Piá Carioca, Uidemar, Júnior, Bobô (Nélio), Zinho, Renato Gaúcho, Gaúcho Cheftrainer: Jair Pereira | CR Flamengo |
| Goiás EC                                            | Jorge Batata, Fagundes | Ailton, Zinho, Renato Gaúcho, Gaúcho | CR Flamengo |
| 7. November 1990 in Goiânia (Estádio Serra Dourada) | | |             |
| Ergebnis: 0:0                                       | | |             |
| Zuschauer: 45.504                                   | | |             |
| Schiedsrichter: Renato Marsiglia                    | | |             |

## Die Meistermannschaft
| 1. | CR Flamengo |
|    | - Tor: Zé Carlos, Cantareli, Adriano, Neneca - Abwehr: Rogério, Júnior Baiano, Vitor Hugo, Cláudio Gomes, Marcelo Moura, Mário Carlos, Fernando, André Cruz, Zanata - Mittelfeld: Márcio Luís, Aílton Ferraz, Andrade, Luís Carlos, Djalminha, Júnior, Marquinhos, Zinho, Marcelinho Carioca, Piá Carioca, Uidemar - Angriff: Lico, Zé Ricardo, Edmilson, Bobô, Luís Antônio, Nélio, Bujica, Renato Gaúcho, Gaúcho, Paulinho Carioca, Alcindo Sartori |

## Torschützenliste
| Pl. | Nat.        | Spieler | Verein             | Tore   |
| --- | ----------- | ------- | ------------------ | ------ |
| 1   | Brasilianer | Bizu    | Náutico Capibaribe | 7 Tore |
| 2   | Brasilianer | Túlio   | Goiás              | 5 Tore |
| 2   | Brasilianer | Gaúcho  | Flamengo           | 5 Tore |
| 2   | Brasilianer | Agnaldo | Goiás              | 5 Tore |
| 5   | Brasilianer | Moacir  | Atlético Mineiro   | 3 Tore |
| 5   | Brasilianer | Leandro | Flamengo           | 3 Tore |
| 5   | Brasilianer | Zinho   | Flamengo           | 3 Tore |